# Forældrefælden (film fra 1998)
 For alternative betydninger, se Forældrefælden. (Se også artikler, som begynder med Forældrefælden)
Forældrefælden (originaltitel The Parent Trap) er en amerikansk komediefilm fra 1998, instrueret af Nancy Meyers.

## Handling
Filmen handler om to piger der møder hinanden på en lejrtur i USA, og opdager at de ligner hinanden på en prik.
Den ene bor i London og er rig, fordi hendes mor er designer og den anden i USA og hendes far ejer en vingård. De finder ud af at de er tvillinger. De bor ikke sammen, fordi deres forældre blev skilt, da de var meget små og så tog de hver især en af deres to tvillinger til sig. Men Annie og Hallie er smarte, så de bytter roller og fører forældrene sammen.